# カリーニングラード南駅
カリーニングラード南駅（カリーニングラードみなみえき、ロシア語: Станция Калининград-Южный、ドイツ語旧称: Königsberg Hauptbahnhof）はロシア連邦カリーニングラード州のカリーニングラードにある鉄道駅である。ロシア鉄道カリーニングラード鉄道支社の拠点駅である。

## 歴史
1853年にプロイセン東部鉄道がケーニヒスベルクに到達し、19世紀末にはケーニヒスベルクはドイツ中央部、ポーランド、ロシア帝国、バルト諸国など各地へ向かう鉄道の要所になっていた。ケーニヒスベルクにおける中央駅の建設計画は1896年に浮上したが、具体化されたのは1914年であった。しかしながら、第一次世界大戦の影響により実現しなかった。終戦後の1920年に計画が再浮上し、1929年9月19日に開業した。 
第二次世界大戦中も1945年1月21日までは通常通りに機能していたが、戦局の悪化によりその後は機能しなくなった。カリーニングラード州がソ連領となった後の1949年に再開業した。

## 列車
- 2016年現在

| 列車番号        | 運行区間                                    | 列車番号        | 運行区間                                    |
| --------------- | ------------------------------------------- | --------------- | ------------------------------------------- |
| 29 (ヤンタリ号) | モスクワ - カリーニングラード南             | 30 (ヤンタリ号) | カリーニングラード南 - モスクワ             |
| 79              | サンクトペテルブルク - カリーニングラード南 | 80              | カリーニングラード南 - サンクトペテルブルク |
| 147             | モスクワ - カリーニングラード南             | 148             | カリーニングラード南 - モスクワ             |
| 359             | アドレル - カリーニングラード南             | 360             | カリーニングラード南 - アドレル             |
| 425             | チェリャビンスク - カリーニングラード南     | 426             | カリーニングラード南 - チェリャビンスク     |